# Esther Ballou
Pour les articles homonymes, voir Ballou.
Esther Williamson Ballou, née le 17 juillet 1915 à Elmira et morte le 12 mars 1973 à Chichester, est une professeur de musique, organiste et compositrice américaine.

## Biographie
Elle nait à Elmira, New York en 1915,,. Elle commence les cours de piano à l'âge de 4 ans, d'orgue à 13 ans et commence à composer vers vingt ans. Elle étudie au Bennington College de 1933 à 1937 où elle a pour professeur de composition et de contrepoint Otto Luening et professeur de piano Julian Degray. En septembre 1937 elle reçoit une bourse de composition pour étudier au Mills College, elle y a comme professeur de composition Domenico Brescia (en) et sort diplômée en  1938. En 1940 elle rentre à la Juilliard School où elle étudie la composition avec Bernard Wagenaar (en) ; elle est diplômée en 1943,,.
Après avoir terminé ses études, elle épouse Harold Ballou en août 1950. Sa carrière d'interprète doit s'arrêter car elle souffre d'arthrite. Elle a enseigné à la Juilliard School de 1943 à 1950, à l'Université catholique d'Amérique de 1951 à 1954 et à l'American University de 1955 à 1972,.
En 1963, son Capriccio pour violon et piano est la première œuvre d'une compositrice américaine à être créée à la Maison-Blanche,,.
Elle meurt en 1973 à Chichester, Angleterre,,.

## Relations avec la danse
Durant son séjour en Californie elle compose de la musique de ballets pour Louise Kloepper et José Limón. Elle fait une tournée nationale comme pianiste pour plusieurs compagnies de danse.
Dans large éventail de ses compositions on trouve Accompaniments for Modern Dance Technique (1933-1937) qui sont utilisés par divers pionniers du mouvement de danse moderne tels que Martha Hill, Doris Humphrey et Bessie Schoenberg : « Les cours de technique de Humphrey avaient lieu tous les matins pendant deux heures. En début d'après-midi, Esther donnait un cours de composition de deux heures et les répétitions communes avaient lieu en fin d'après-midi, ».

## Œuvres
- Nocturne, 1937
- Adagio pour basson et orchestre à cordes, 1962
- Allegro pour quatuor à cordes
- L'art de la fugue, 1963
- A Babe is Born, 1959
- Bag of Tricks, 1956
- The Beatitudes, 1963
- Beguine, 1960
- Beguine pour deux pianos, 1958
- Berceuse pour Piano Forte, 1956
- Blues, 1944
- Sextette de cuivres avec Piano Forte, 1962
- Bride, 1963
- Capriccio pour violon et piano, 1963
- Messe de Noël (Palestrina)
- Chromatic Invention
- Concerto pour guitare et orchestre, 1964
- Concerto pour piano et orchestre, 1964
- Concerto pour piano et orchestre, 1965
- Concerto pour piano et orchestre, 1964
- Concerto pour alto et orchestre, 1969

## Ouvrages
- (en) Esther Ballou, Creative explorations of musical elements, 1971.